# Stade Maria de Lourdes Abadia
Le Stade Maria de Lourdes Abadia (en portugais : Estádio Maria de Lourdes Abadia), également connu sous le nom de Abadião, est un stade de football brésilien situé dans la région administrative de Ceilândia, dans l'État du District fédéral.
Le stade, doté de 5 000 places et inauguré en 1983, sert d'enceinte à domicile aux équipe de football du Ceilândia Esporte Clube et de la Sociedade Esportiva Ceilandense.
Il porte le nom de Maria de Lourdes Abadia, ancienne administratrice de Ceilândia et ancienne gouverneure du District fédéral.

## Histoire
Les travaux du stade débutent le 25 août 1978 pour s'achever cinq ans plus tard.
Il est inauguré devant 15 000 spectateurs (record d'affluence au stade encore à ce jour) le 17 juillet 1983 lors d'une victoire 2-1 des locaux du Ceilândia CE sur le Goiás EC (le premier but officiel au stade étant inscrit par Emerson, joueur du Goiás EC),.
Il est rénové en 2013.